# Oktober
För andra betydelser, se Oktober (olika betydelser).
Oktober är årets tionde månad i den gregorianska kalendern och har 31 dagar. Den innehåller årets 274:e till 304:e dag (275:e till 305:e vid skottår). På grund av vårt sommartidssystem är den också årets längsta månad – en timme längre än de övriga månaderna med 31 dagar – eftersom man i oktober återgår till normaltid. Namnet kommer från latinets october, den åttonde månaden – i den äldre romerska kalendern (fram till 153 f.Kr.) var denna månad nämligen årets åttonde.
Oktober kallades förr slaktmånad i Sverige (se gammelnordiska kalendern), i Danmark för sædemåned (sådden utfördes då) och i Tyskland Weinmonat ("vinmånad"). I modern tid förekommer smeknamnet "spöktober", vilket syfter på månadens högtider: halloween och allhelgonahelgen (allhelgonaafton, allhelgonadagen, alla själars dag), vilka båda har teman av efterliv och spöken.

## Det händer i oktober

### Högtider
- Bröstcancer uppmärksammas i många länder under oktober. [1][2]
- 2 oktober är festen för skyddsänglar.
- 4 oktober hölls i Sverige åren 1983–1991 demonstrationer bland dem som var emot löntagarfonder. Den 4 oktober är även S:t Franciskus' dag (djurens skyddshelgon) sedan medeltiden och Djurens dag sedan 1931, initierad av ekologer i Florens i Italien för att uppmärksamma att djurarter hotades av utrotning; firas numera för att påminna om vikten av djurens välmående och för att belysa djurens situation i allmänhet.  Sedan 1999 är den 4 oktober ävenkanelbullens dag i Sverige.[3]
- 5 oktober är Världslärardagen.[4]
- Columbus Day, firas i USA den andra måndagen i oktober.[5]
- Den 7 oktober firas i katolska kyrkan rosenkransen med en egen dag i helgonkalendern, Vår Fru av Rosenkransen.
- I Kanada firas thanksgiving den andra måndagen i oktober.[6]
- Den 17 oktober är den Internationella dagen för utrotande av fattigdom.[7]
- Halloween firas den 31 oktober.[8]

### Sport

#### Skidsport
- Inom skidåkningen inleds bland annat världscupen i längdåkning och världscupen i utförsåkning i slutet av månaden.

#### Triathlon
- Inom triathlon hålls varje år VM-finalen i Ironman på Hawaii.

## Samband
- Oktober börjar alltid på samma veckodag som januari, om det inte är skottår.